# Grau-Erle
Die Grau-Erle oder Weiß-Erle (Alnus incana) ist ein Laubbaum aus der Gattung der Erlen und gehört damit zur Familie der Birkengewächse. Ihr Verbreitungsgebiet erstreckt sich über Nord-, Mittel- und Osteuropa bis zum Kaukasus, im Westen Europas fehlt sie. Im deutschsprachigen Raum kommt sie vor allem in Österreich und in Süddeutschland vor. Unterarten der Grau-Erle findet man in Nordamerika und in Asien. Das Holz der Grau-Erle wird nur selten verwendet, da sie meist krumme Stämme mit geringem Durchmesser bildet. Sie wird jedoch häufig zur Aufforstung von Abraumhalden und zur Stabilisierung von Hängen und Böschungen verwendet. Durch Symbiose mit dem Bakterium Frankia alni kann sie den Stickstoff der Luft binden und trägt durch die Anreicherung mit Stickstoffverbindungen zur Verbesserung des Bodens bei.
Die weite Verbreitung der Erlen und die oft geringen Unterschiede haben zu Uneinigkeit in der Einteilung der Arten geführt. Häufig werden Vertreter der Erle in Nordamerika und im östlichen Asien als Unterarten der Grau-Erle zugerechnet, damit ist die europäische Art nur die Nominatform. Der größte Teil des Artikels beschreibt die in Europa und Westasien auftretende Nominatform Alnus incana subsp. incana. Auf die anderen Unterarten wird in eigenen Abschnitten in der Systematik eingegangen.

## Beschreibung

### Erscheinungsform
Die Grau-Erle ist eine sommergrüne Baumart und erreicht eine Höhe von 10 bis 15, maximal 25 Metern, sowie einen Stammdurchmesser von bis zu 40 Zentimetern. Sie ist ein- oder mehrstämmig, reich verzweigt mit dichter Krone, kann aber auch strauchförmig wachsen. An ärmeren Standorten bleiben die Stämme kurz, werden krumm oder drehwüchsig und es bilden sich häufig Klebäste. Junge Zweige sind graugrün bis rötlich braun, an den Spitzen deutlich behaart und mit kleinen, rotbraunen Korkporen besetzt.

### Rinde und Holz

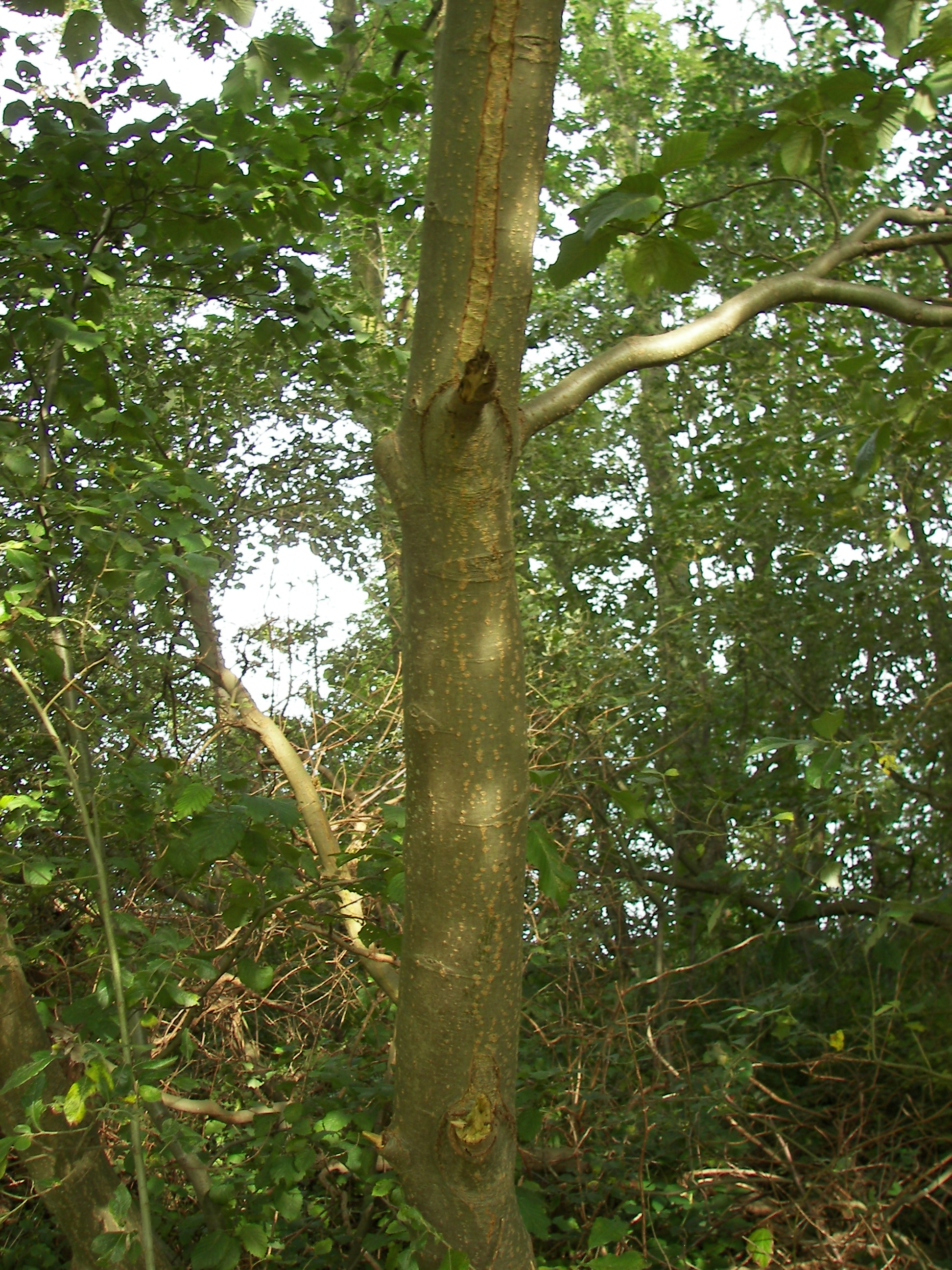
Rinde der Grauerle (Alnus incana)

Bei der Grau-Erle bleibt das Periderm als Abschlussgewebe an Stämmen und Ästen erhalten. Es wird keine Borke gebildet (Peridermbaum). Die Rinde ist hellgrau, glatt und reißt auch im Alter kaum auf. Sie ist locker mit Korkporen besetzt.
Erlen gehören zu den Splintholzbäumen, Kern- und Splintholz sind also gleichfarbig. Das Holz ist rötlichweiß, rötlichgelb bis hell rötlichbraun gefärbt. Frisch eingeschlagenes Holz erscheint durch Oxidation auffällig orangerot, die Farbe verschwindet mit dem Austrocknen des Holzes wieder. Im Holz befinden sich zahlreiche feine Gefäße, die zerstreutporig angeordnet sind. Holzstrahlen sind nur wenig ausgeprägt und fallen lediglich an den Radialflächen als unauffällige Spiegel auf. Häufig sind die Holzstrahlen jedoch zu Scheinholzstrahlen gebündelt, die deutlicher sichtbar sind. Jahresringgrenzen sind nur wenig ausgeprägt, die Jahresringe sind jedoch deutlich an dem porenärmeren und dichteren Spätholz erkennbar. Das Holz der Grau-Erle ähnelt im Allgemeinen sehr dem der Schwarz-Erle, ist etwas heller, weniger grobfaserig und stärker glänzend.

### Wurzeln
Die Grau-Erle bildet ein Herzwurzelsystem mit kräftigen Horizontalwurzeln. Es erstreckt sich horizontal 2 bis 3 Meter weit und erreicht auf tiefgründigen Böden eine Tiefe von 90 Zentimetern. Auf stark überfluteten Standorten bildet sie Adventivwurzeln, die sich zu Stelzwurzeln weiterentwickeln können. Die Stelzwurzeln zeigen zahlreiche Korkporen.

### Knospen und Blätter

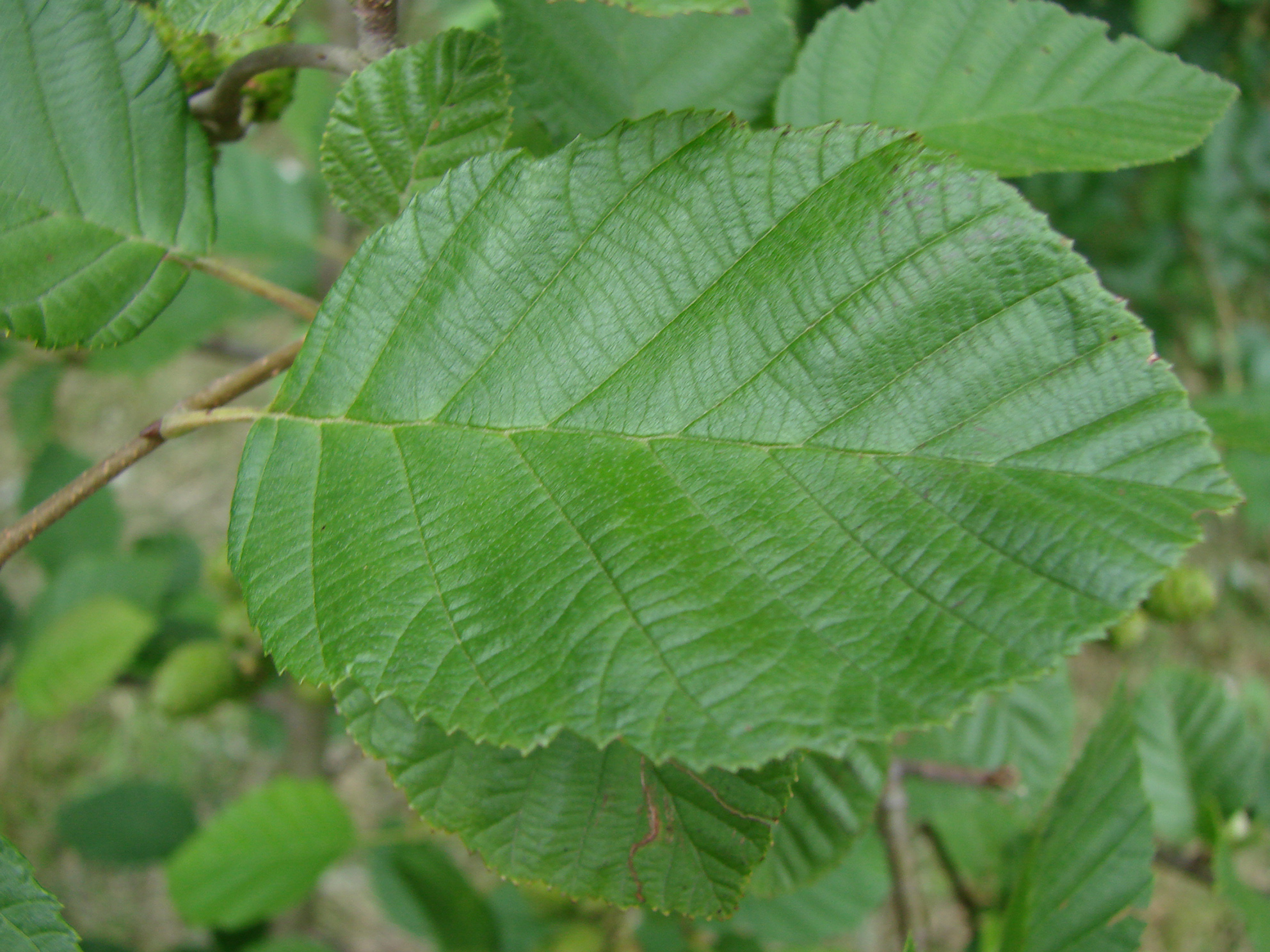
Einzelnes Blatt

Die Grau-Erle bildet verkehrt eiförmige, nicht klebrige Winterknospen mit rot-violetten, zu Beginn dicht behaarten Knospenschuppen und bis zu 5 Millimeter langen Stielen. Endknospen und Seitenknospen werden etwa 8 Millimeter lang.
Die Laubblätter sind wechselständig angeordnet und haben 2 bis 3 Zentimeter lange Blattstiele. Die Blattspreite ist eiförmig bis elliptisch mit doppelt gesägtem Blattrand und besitzt 8 bis 12 Nervenpaare. Die Blattoberseite ist dunkelgrün, die Unterseite graugrün und bei jungen Blättern grau-filzig behaart. Die Blattbasis ist rundlich oder etwas herzförmig, der Apex ist zugespitzt. Die Blattspreite wird 4 bis 10 Zentimeter, selten bis 12 Zentimeter lang und 3 bis 7 Zentimeter, selten bis 9 Zentimeter breit. Größe und Blattform variieren jedoch stark. Die Blätter werden im Herbst noch grün abgeworfen. Es werden zwei behaarte Nebenblätter gebildet, die früh abgestoßen werden.

### Blüten und Früchte

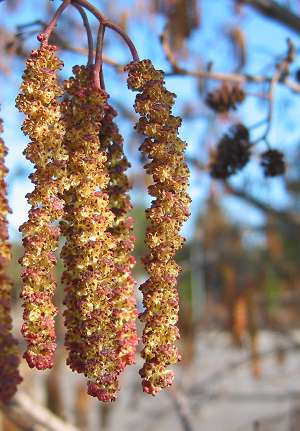
Männliche Kätzchen

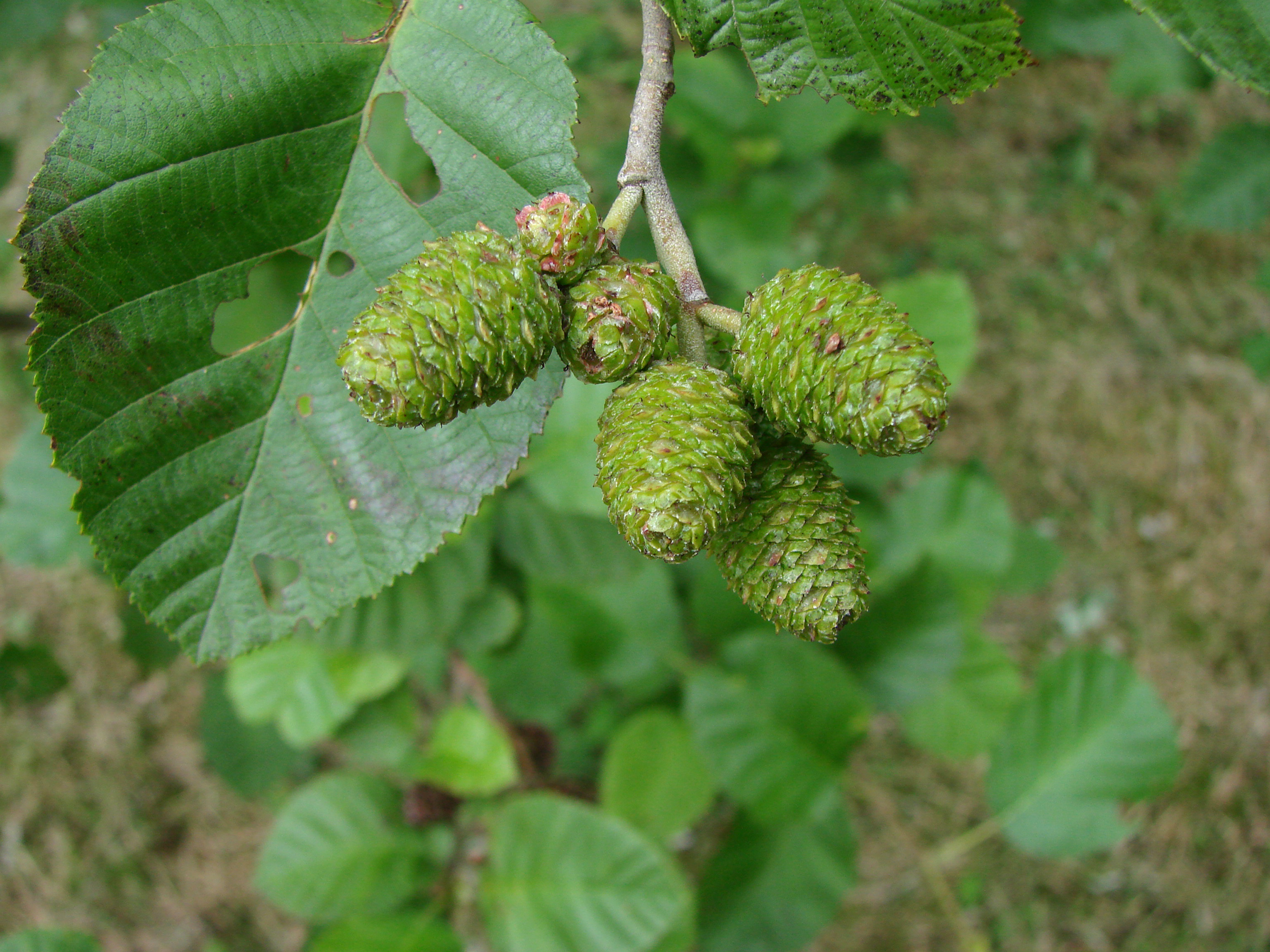
Zweig mit Laubblättern und unreifen Fruchtständen

Die Grau-Erle ist wie alle Erlen windblütig und einhäusig. Die Blüten sind eingeschlechtig und in kätzchenförmigen Blütenständen zusammengefasst. Selten kommen Blütenstände mit männlichen und weiblichen Blüten oder zwittrige Blüten vor. Die Grau-Erle blüht von Februar bis März etwa drei Wochen vor der Schwarz-Erle, was die Entstehung von natürlichen Hybriden erschwert. Die Samen werden etwa zwei Monate nach der Bestäubung gebildet. Die Anlage der Blütenstände erfolgt im Herbst, sie überwintern ohne Knospenschuppen zu bilden und beginnen noch vor dem Austreiben der Blätter zu blühen.
Die männlichen Kätzchen hängen in Gruppen von drei bis fünf mit weich behaarten Stielen an Zweigspitzen. Sie sind zuerst bräunlich, 7 bis 9 Zentimeter lang und haben dunkelbraune Tragblätter, die häufig in der Mitte mit einem dunklen Fleck versehen sind. In den Achseln der Tragblätter befinden sich dreiblütige Dichasien. Die Einzelblüte hat vier Staubblätter mit anfangs rötlichen, später gelben Staubbeuteln und ein vierteiliges, oft verkümmertes Perigon.
Als weibliche Blütenstände werden an den Blattachseln sitzende oder fast sitzende Kätzchen gebildet, die eine Länge von 4 bis 15 Millimetern erreichen. Sie sind rötlich braun und setzen sich aus bis zu acht dicht behaarten Teilblütenständen zusammen, die sich zu kleinen, eiförmigen Zapfen mit einer Länge von 13 bis 16 Millimetern und einem Durchmesser von etwa 10 Millimeter auswachsen. Die Zapfen reifen in der zweiten Septemberhälfte und haben dunkle, verholzte Schuppen mit schmaler Basis und breitem Apex. Als Diasporen werden zahlreiche 3 bis 4 Millimeter lange, mit einem Flügelrand versehene, einsamige Nussfrüchte gebildet. Die weiblichen Einzelblüten haben kein Perigon und stehen paarweise in der Achsel eines Tragblattes, das später mit vier Vorblättern verwächst und zur Fruchtschuppe wird.
Die Chromosomenzahl beträgt 2n = 28.

### Unterscheidung von der Schwarz-Erle
Die Grau-Erle lässt sich von den beiden anderen mitteleuropäischen Erlenarten durch die mehr oder weniger deutlich zugespitzten und an der Unterseite graugrünen Laubblätter unterscheiden. Die Blätter haben mit 8 bis 10 mehr Nervenpaare als die Schwarz-Erle mit 5 bis 8 Paaren, und die jungen Blätter sind nicht klebrig wie bei der Schwarz-Erle. Die weiblichen Kätzchen und die Zäpfchen sind im Gegensatz zur Schwarz-Erle kurzgestielt, die Zäpfchen sind kleiner. Die Rinde ist stets glatt und grau, worauf sich das lateinische Art-Epitheton incana bezieht, das ‚aschgrau‘ bedeutet.

## Vermehrung, Keimung und Wachstum
An natürlichen Standorten verjüngt sich die Grau-Erle sowohl generativ durch Samen als auch vegetativ durch Wurzelbrut und Stockausschlag. Die reifen, mit einem schmalen Flügelsaum versehenen Früchte fallen während der Wintermonate aus den Zapfen und werden durch Wind (Anemochorie) und Wasser (Hydrochorie) verbreitet. Die Keimung erfolgt epigäisch. Grau-Erlen sind schnellwüchsig und erreichen im ersten Jahr eine Höhe von bis zu 50 Zentimetern. Nach zwei Jahren können sie eine Höhe von 1,24 Metern erreichen, nach fünf Jahren von 4,3 bis 5 Metern. Nach 10 bis 15 Jahren geht das Höhenwachstum zurück. Grau-Erlen werden selten älter als 50 Jahre. Unter extremen Bedingungen verliert die Vermehrung durch Samen an Bedeutung, an der Waldgrenze in Skandinavien erfolgt die Verbreitung beinahe ausschließlich vegetativ.

## Verbreitung und Standortansprüche

### Verbreitung

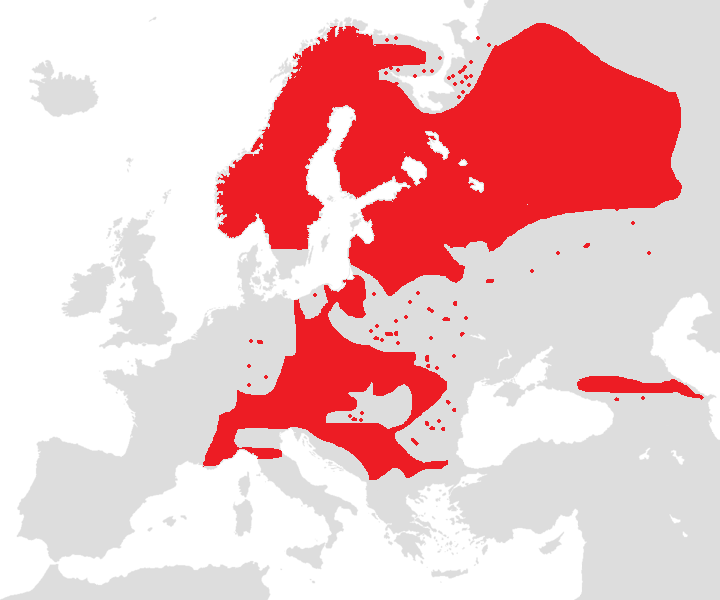
Verbreitung der Grau-Erle in Europa

Das natürliche Verbreitungsgebiet der Grau-Erle erstreckt sich in Europa über Nord-, Mittel- und Osteuropa. Im Süden reicht ihr Verbreitungsgebiet bis zu den Seealpen und zum nördlichen Apennin und weiter östlich bis zum Balkangebirge und zum Kaukasus. Die Nordgrenze in Skandinavien liegt bei etwa 70° 30′ nördlicher Breite. Die westliche Grenze des natürlichen Verbreitungsgebiets ist nicht mehr eindeutig feststellbar, da die Art lange Zeit in Westeuropa kultiviert wurde und häufig verwilderte. Angenommen wird, dass sich die westliche Grenze vom Schweizer Jura über Ober- und Mittelrhein zum Harz und durch die Mitte Norddeutschlands zieht. Die Eiszeit hat die Grau-Erle in Europa in den Karpaten und in Zentralrussland überstanden. Sehr bald nach dem Ende der Eiszeit konnte sie sich wieder nördlich der Alpen durchsetzen.
Im Auftrag der deutschen Bundesanstalt für Landwirtschaft und Ernährung (BLE) wurden im Rahmen des Projekts Erfassung und Dokumentation genetischer Ressourcen seltener Baumarten in Deutschland in den Jahren von 2010 bis 2013 die Vorkommen von zehn seltenen heimischen Baumarten in den deutschen Wäldern ermittelt. Von der Grau-Erle wurden dabei in Deutschland rund 2,1 Millionen Exemplare, vorwiegend fließgewässerbegleitend in den montanen bis hochmontanen Lagen (500 m ü. NN bis 1400 m ü. NN) des Alpenvorlands und der Alpen, erfasst.

### Standortansprüche und Vergesellschaftung
Die Grau-Erle besiedelt meist die montane Stufe von 500 bis 1400 Meter Höhe, im Osten des natürlichen Verbreitungsgebietes auch tiefere Lagen. In den Bayerischen Alpen erreicht sie Höhen bis 1400 Meter, im Apennin und im Tessin bis 1800 Meter und in Graubünden bis 1850 Meter, damit besiedelt sie etwas höhere Lagen als die Schwarz-Erle. In den Allgäuer Alpen steigt sie bis zu etwa 1500 Metern Meereshöhe auf.
Sie gedeiht an Gebirgsbächen und -flüssen, am Auwald- und Augebüschrand, an Hangvernässungen und Hangrutschungen. Die Art verträgt eine große Vielfalt von Klimabedingungen und gedeiht auch außerhalb ihres natürlichen Verbreitungsgebiets gut, so im atlantischen Mitteleuropa. Sie ist frostbeständig und wird durch Spätfrost nicht geschädigt. Sie ist weitgehend unempfindlich gegen Hitze und Dürre. Sie bevorzugt gut mit Wasser versorgte Standorte, meidet nasse, schlecht durchlüftete Böden, erträgt aber zeitlich begrenzte Überschwemmungen. Sie bevorzugt neutrale oder leicht basische kalkhaltige und nährstoffreiche Sand-, Schotter- und Kiesböden, sie gedeiht jedoch schlecht auf sauren Böden. Da die Grau-Erle wenige Ansprüche an den Boden stellt, besiedelt sie als Pionierpflanze beispielsweise aufgelassene Kiesgruben, Geröllhalden und frische Böschungen. Sie festigt und verbessert durch Anreicherung mit Stickstoffverbindungen den Boden.
Die Grau-Erle ist eine Charakterart des Alnetum incanae aus dem Verband Alno-Ulmion.

## Ökologie

### Symbiose

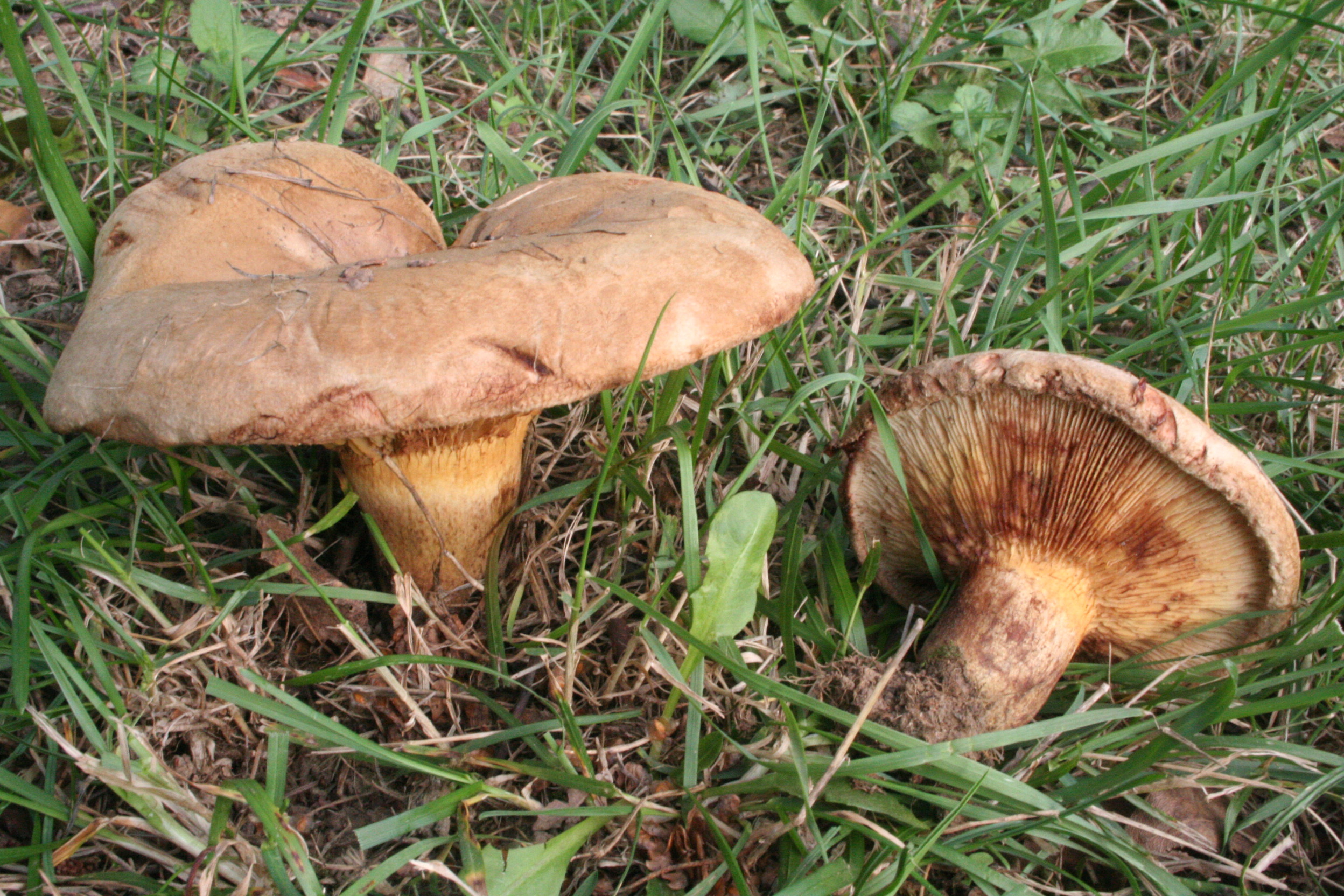
Der Kahle Krempling, ein Symbiosepartner der Grau-Erle

Die Grau-Erle bildet Wurzelknöllchen, in denen der Stickstoff der Luft gebunden und so für die Pflanze verwertbar wird. Das geschieht durch eine als Actinorhiza bezeichnete Symbiose mit dem Bakterium Frankia alni. Dadurch steigt der Stickstoffgehalt der Blätter, und mit deren Abbau auch der Gehalt an Stickstoffverbindungen im Boden, was zu einer Bodenverbesserung führt. Untersuchungen ergaben für einen 30-jährigen Grau-Erlenbestand eine jährlich gebundene Stickstoffmenge von 43 kg/ha, Dickichte aus Grau-Erlen zeigten einen Wert von 72 kg/ha, Waldbestände in den französischen Alpen auf 1450 Meter Höhe konnten jährlich 42,5 kg/ha binden.
Mit mehreren Arten von Bodenpilzen, unter anderem mit dem Erlengrübling (Gyrodon lividus) und dem Kahlen Krempling (Paxillus involutus), geht die Grau-Erle eine Wurzelsymbiose (Ektomykorrhiza) ein.

### Grau-Erle und Haselhuhn
In Skandinavien und in den rumänischen Ostkarpaten sind die männlichen Kätzchen und die Knospen der Grau-Erle im Winter die wichtigste Nahrung des Haselhuhns (Tetrastes bonasia). Pro Tag nimmt ein Haselhuhn etwa 50 Gramm an Kätzchen und Knospen zu sich.

### Pathologie

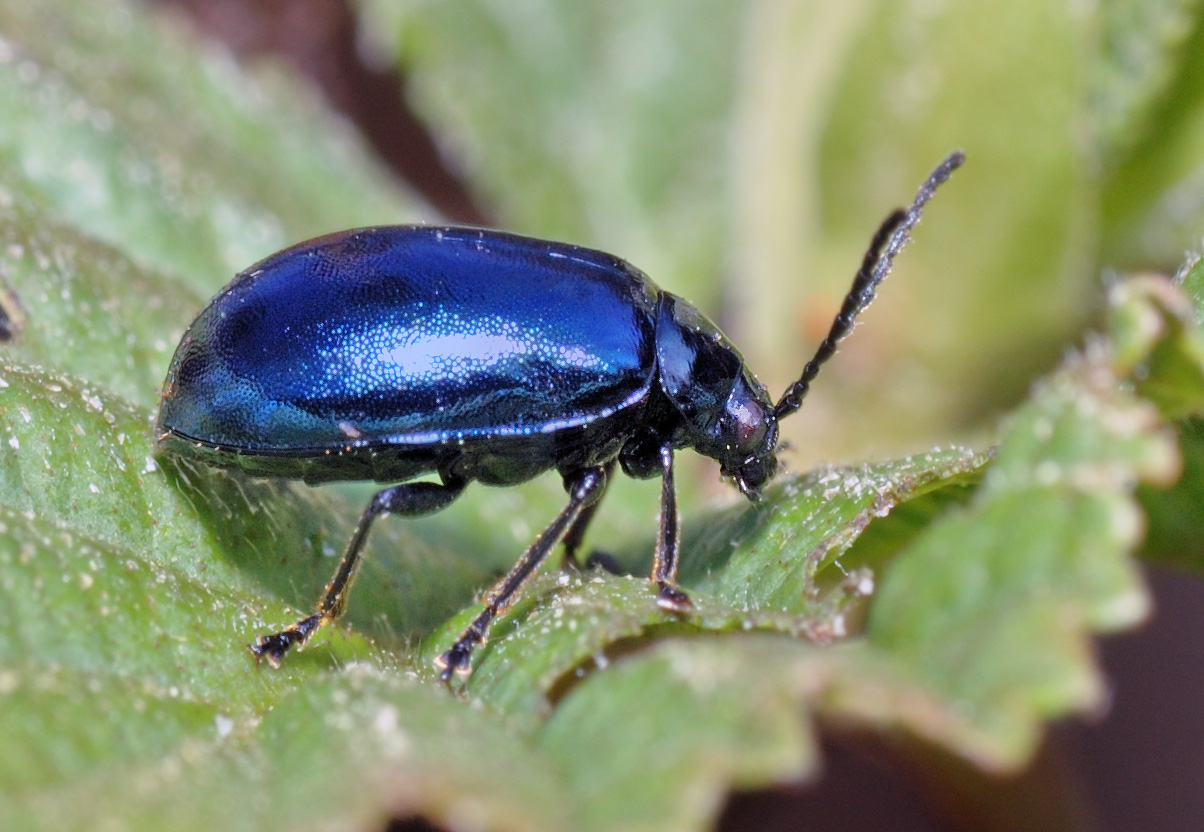
Der Blaue Erlenblattkäfer schädigt Erlenblätter

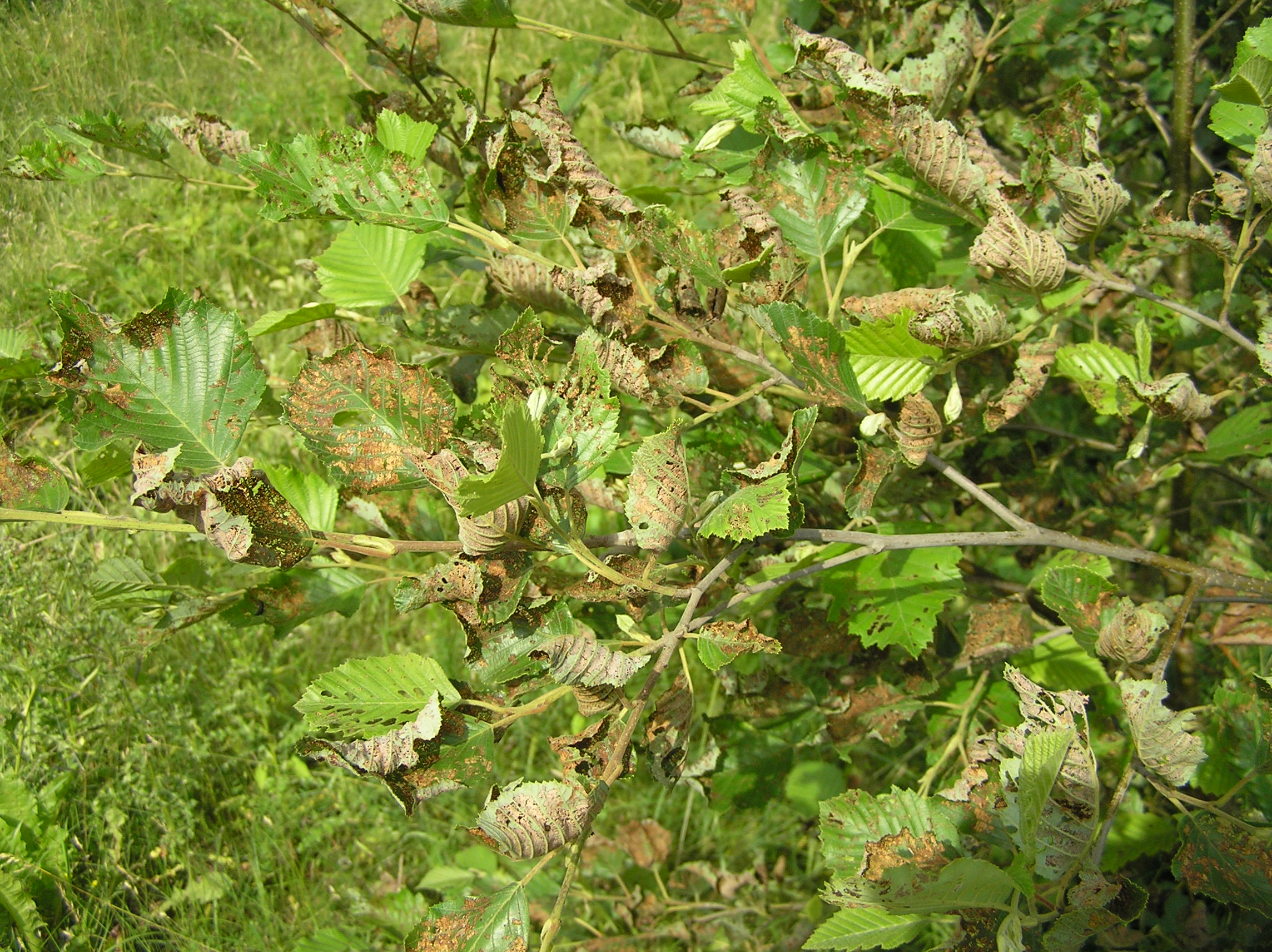
Grau-Erle, die durch Agelastica alni geschädigt wurde

Grau-Erlen sind besonders durch das erst zum Ende des 20. Jahrhunderts auftretende sogenannte Erlensterben gefährdet. Durch den Eipilz Phytophthora alni wird besonders an der Schwarz-Erle, aber auch an der Grau-Erle, der Grün-Erle und der Herzblättrigen Erle eine Wurzel- und Stammfäule verursacht. Die Stammfäule kann schon nach mehreren Monaten zum Absterben von Bäumen führen, sie kann sich aber auch über Jahre hinziehen. Die Krankheit wurde erstmals 1993 in Südengland beschrieben. Inzwischen hat sie sich auch nach Deutschland (erstmals 1995 beobachtet), Österreich, Frankreich, Belgien, Italien, Irland, Ungarn, den Niederlanden und Schweden ausgebreitet. Symptome sind eine geringe Belaubung, tote Äste und besonders kleine und helle Blätter. Typisch sind schwarzbraune, meist nässende Flecken, die sich am Stammgrund zeigen. Das unter den angegriffenen Stellen liegende Holz ist dunkelbraun bis rotbraun verfärbt und grenzt sich deutlich vom gesunden hellen Holz ab. Die Infektion erfolgt über Wunden am Stammgrund, über das Haarwurzelsystem oder durch Korkporen. Analysen haben gezeigt, dass der Erreger Phytophthora alni erst in jüngerer Zeit durch Hybridisierung entstanden ist.
Weiters können durch den Einfluss der Schlauchpilzart Taphrina epiphylla Hexenbesen entstehen. Dabei überwintert das Myzel in den Knospen und befällt die jungen Blätter, die dürr werden und vorzeitig abfallen. Nur bei starken Befall von bis zu 100 Hexenbesen werden die Erlen so geschwächt, dass Äste oder ganze Bäume absterben. Eine weitere Schlauchpilzart, Taphrina alni, ist der Erreger der „Kätzchenkrankheit“, dabei werden die Tragblätter der weiblichen Blütenstände befallen, die sich dadurch lappig verformen, stark vergrößern und dunkelrot verfärben und sogenannte „Narrentaschen“ bilden. Der Erlen-Schillerporling (Inonotus radiatus) aus der Familie der Stielporlingsverwandten (Polyporaceae) verursacht eine sich rasch ausbreitende Weißfäule. Er befällt häufig geschwächte Erlen an feuchten Standorten und dringt über Verletzungen in das Holz ein. Arten der Gattung Mycosphaerella aus der Ordnung der Rußtaupilzartigen verursachen an den Blattunterseiten eckige, scharf begrenzte Flecke. In Finnland wird die Erle auch vom Wurzelschwamm (Heterobasidion annosum) befallen.
Unter den Schadinsekten ist der Erlenrüssler (auch Erlenwürger, Cryptorrhynchus lapathi) aus der Familie der Rüsselkäfer (Curculionidae) der gefährlichste. Die Larven überwintern in der Rinde und bohren bis zu 10 Zentimeter lange Gänge in das Holz. Die Jungkäfer fressen an den jungen Trieben. Typische Symptome des Befalls sind welke Triebe, aufgetriebene Rindenteile, Fluglöcher und Nagespäne. Mehrere Schmetterlingsarten (Lepidoptera) überwintern in den Blütenkätzchen und fressen an Früchten und Knospen, unter anderen die Gespinstmotte Argyresthia goedartella und mehrere Epinotia-Arten aus der Familie der Wickler (Tortricidae). Der Blaue Erlenblattkäfer (Agelastica alni) kann in manchen Gegenden Erlen bis zu dreimal im Jahr kahlfressen. Auch wurde erheblicher Schadfraß durch den Buchenprachtkäfer (Agrilus viridis) nach starkem Schneedruck beobachtet.

## Systematik
Die Grau-Erle ist ein Vertreter der Gattung der Erlen (Alnus) in der Familie der Birkengewächse (Betulaceae). Sie wird in der Gattung Alnus der Untergattung Alnus zugeordnet, zu der auch die Schwarz-Erle zählt. Die Grün-Erle wird in die Untergattung Alnobetula gestellt. Die Chromosomenzahl der Grau-Erle beträgt 2n = 28.
Die weite Verbreitung der Erlen und die geringen Unterschiede haben zu Uneinigkeit bei der inneren Systematik geführt. Mehrere Formen werden teils als Unterarten von Alnus incana, teils als eigene Arten oder nur als Varietäten gesehen. Häufig werden vier Unterarten von Alnus incana anerkannt: die Nominatform Alnus incana subsp. incana, die Unterart Alnus incana subsp. hirsuta in Asien und Alnus incana subsp. rugosa und Alnus incana subsp. tenuifolia in Nordamerika. Die drei Unterarten werden auch oft als eigene Arten Alnus hirsuta, Alnus rugosa und Alnus tenuifolia gesehen. In Finnland wird noch eine rotblättrige Form Alnus incana f. rubra unterschieden. Die Grau-Erle kann mit ihren Unterarten als ein vikariierender holarktischer Artenkomplex gesehen werden. Chen et al. fassen folgende Arten in den Komplex zusammen: Alnus hirsuta, Alnus incana, Alnus rugosa, Alnus rubra, Alnus inokumae, Alnus tenuifolia, Alnus sibirica und auch die Schwarz-Erle (Alnus glutinosa), dabei werden Alnus hirsuta, Alnus rugosa und Alnus tenuifolia nicht als Unterarten der Grau-Erle, sondern als eigene Arten angesehen.

### Unterarten
Neben der in Europa und in Westasien heimischen Nominatform, werden folgende Taxa häufig als Unterarten von Alnus incana angesehen. Die Zuordnung ist jedoch umstritten, die Unterarten werden von manchen Autoren als eigene Arten eingestuft, zum Teil auch als Varietäten.

#### Färber-Erle (Alnus incanasubsp.hirsuta)

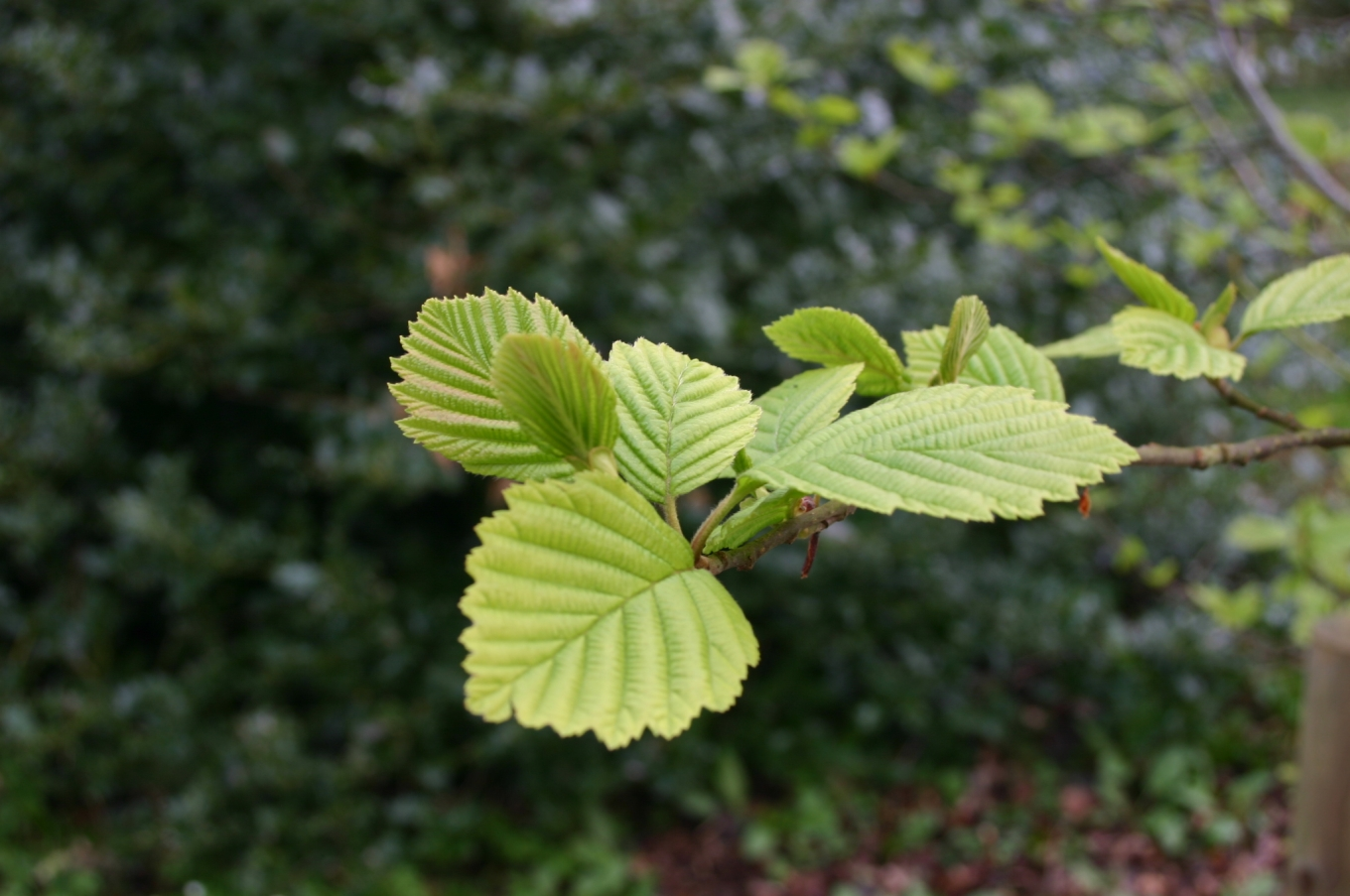
Blätter der Färber-Erle

Die Färber-Erle (Alnus incana subsp. hirsuta (Spach) Á.Löve & D.Löve bzw. Alnus hirsuta (Spach) Turcz., Synonym: Alnus tinctoria Sarg.) ist ein 10 bis 15, maximal bis 20 Meter hoher Baum, mit einer anfangs breit kegelförmigen Krone. Die Rinde ist schwarzbraun, die Triebe sind anfangs mit dichten Haarbüscheln besetzt, später kahl und grau bereift. Die Blätter sind breit eiförmig bis eiförmig-elliptisch, kurz zugespitzt mit keilförmiger Basis und 4 bis 9 Zentimeter lang und 2,5 bis 9 Zentimeter breit. Es werden 9 bis 12 Nervenpaare gebildet. Der Blattrand ist leicht gelappt und doppelt gesägt. Die Blattoberseite ist dunkelgrün und schwach behaart, die Unterseite ist blaugrün, und die Nerven sind rötlich braun behaart. Der Blattstiel wird 2,5 bis 4 Zentimeter lang. Die männlichen Kätzchen werden 5 bis 7 Zentimeter lang und stehen einzeln oder zu zweit. Die Zapfen stehen in Gruppen von drei oder vier, sind etwa 2,5 Zentimeter lang, kurz gestielt und sitzend.
Das Verbreitungsgebiet der Färber-Erle umfasst Japan, Korea, China, Sachalin, Kamtschatka und Ostsibirien. Sie wächst auf Höhen von 700 bis 1500 Metern.

#### Alnus incanasubsp.kolaensis
Die Unterart Alnus incana subsp. kolaensis (Orlova) Á.Löve & D.Löve kommt in Norwegen, Schweden und Finnland vor.

#### Runzelblättrige Erle (Alnus incanasubsp.rugosa)

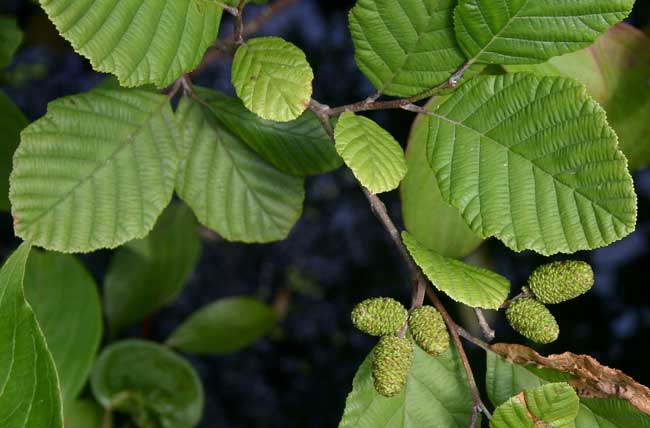
Blätter und Fruchtstände der Runzelblättrigen Erle

Die Runzelblättrige Erle (Alnus incana subsp. rugosa (Du Roi) R.T. Clausen bzw. Alnus rugosa (Du Roi) Spreng.) wächst meist strauchförmig, seltener als Baum und wird dann bis zu 9 Meter hoch. Die Zweige sind kahl oder rostbraun behaart, die Knospen haben 2 bis 4 Millimeter lange Stiele. Die Blattspreiten sind elliptisch bis breit eiförmig mit keilförmiger oder abgerundeter Basis und spitzem oder stumpfem Apex. Sie werden 4 bis 11 Zentimeter lang und 3 bis 8 Zentimeter breit, bilden 10 bis 15 Nervenpaare und haben einen doppelt gesägten und leicht gelappten Blattrand. Die Blattoberseite ist kahl, die Unterseite ist graugrün bis blaugrün und an den Nerven bräunlich behaart. Die männlichen Blütenstände stehen in Gruppen von zwei bis vier Kätzchen und werden 2 bis 7 Zentimeter lang, die weiblichen Blütenstände bilden mehrere Gruppen von zwei bis sechs Kätzchen und stehen zur Blüte aufrecht. Die Zapfen sind eiförmig, 1 bis 1,7 Zentimeter lang und 0,8 bis 1,2 Zentimeter breit und haben 1 bis 5 Millimeter lange Stiele.
Das natürliche Verbreitungsgebiet erstreckt sich über den Osten von Kanada (Provinzen Manitoba, New Brunswick, Neufundland und Labrador, Nova Scotia, Ontario, Prince Edward Island, Québec und Saskatchewan), die Inselgruppe Saint-Pierre und Miquelon und dem Nordosten der USA (von North Dakota und Maine bis Iowa, Illinois, West Virginia und New Jersey). Das Verbreitungsgebiet überschneidet sich im Westen, in Saskatchewan und Manitoba, mit dem Verbreitungsgebiet der Unterart tenuifolia und im Süden mit der Hasel-Erle (Alnus serrulata). Die Unterart wächst in Höhen von 0 bis 800 Metern.

#### Alnus incanasubsp.tenuifolia

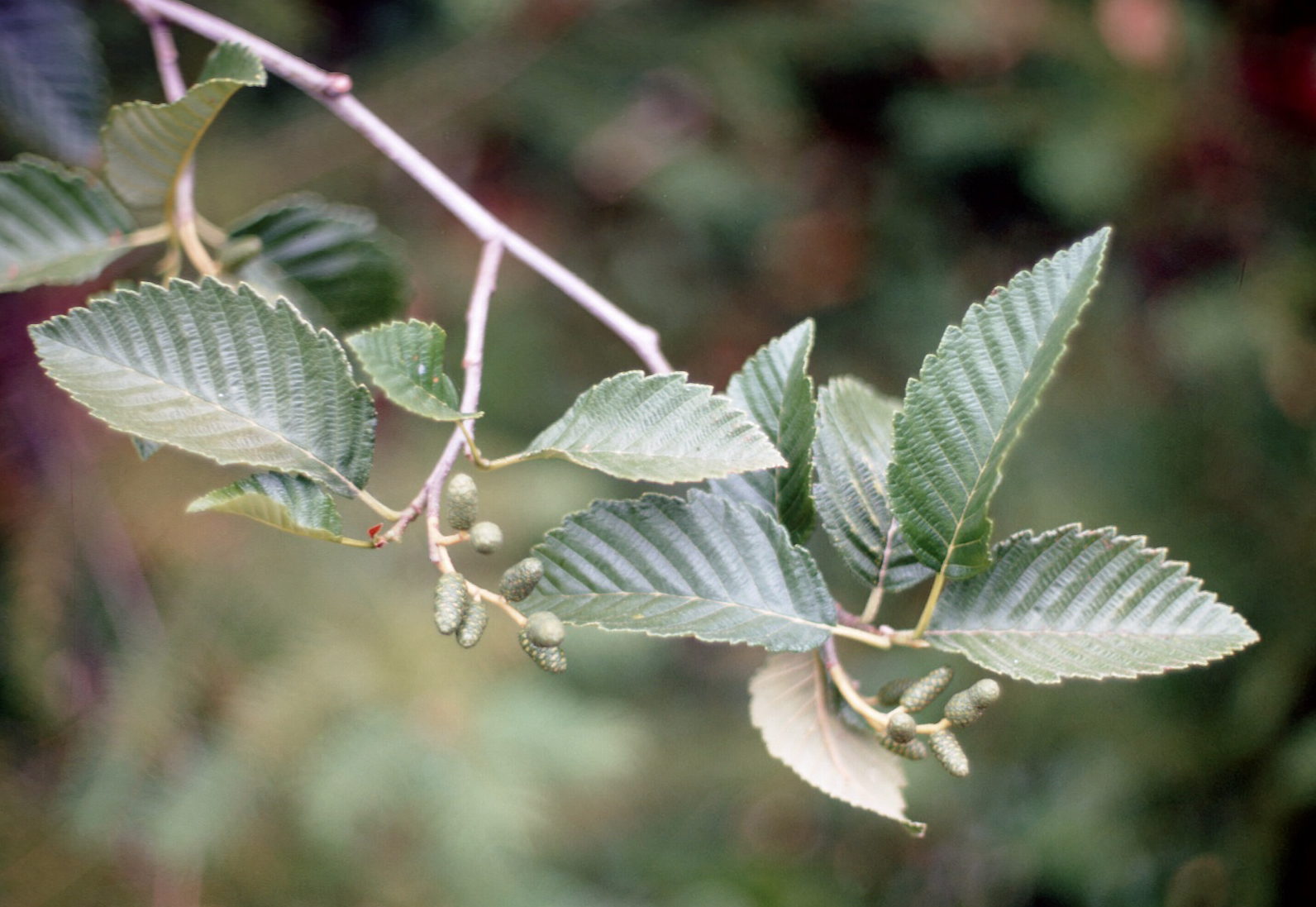
Blätter von Alnus incana subsp. tenuifolia

Die Unterart Alnus incana subsp. tenuifolia (Nutt.) Breitung wird auch als Varietät der Unterart Alnus incana subsp. rugosa eingestuft. Synonyme sind Alnus incana subsp. rugosa var. occidentalis (Dippel) C.L.Hitchc. oder Alnus tenuifolia Nutt.. Sie unterscheidet sich von der Unterart rugosa durch die dünnere, papierartige Blattspreite und dem abgerundeteren Blattrand. Sie wächst häufiger baumartig als die Unterart rugosa, kann aber ebenfalls strauchig vorkommen. Bäume erreichen eine Höhe von 12 Metern. Die Blattspreite ist eiförmig bis elliptisch, dünn, 4 bis 10 Zentimeter lang und 2,5 bis 8 Zentimeter breit. Die Blattbasis ist breit keilförmig bis abgerundet, der Blattrand ist doppelt gesägt bis gekerbt oder gelappt. Als männliche Blütenstände werden Gruppen von drei bis fünf Kätzchen von 4 bis 10 Zentimeter Länge gebildet, die weiblichen Blütenstände bestehen aus Gruppen von zwei bis fünf Kätzchen. Die Zapfen sind eiförmig, 1 bis 2 Zentimeter lang und 0,8 bis 1,3 Zentimeter breit und haben 1 bis 5 Millimeter lange Stiele.
Das Verbreitungsgebiet erstreckt sich von Alaska über den Westen von Kanada (Provinzen Alberta, British Columbia, Nordwest-Territorien, Saskatchewan und Yukon) und über den Westen der USA bis Kalifornien, Colorado und New Mexico. Sie gedeiht in Höhen von 100 bis 3000 Metern und kann häufig an Flussufern in den Rocky Mountains und in anderen Gebirgslandschaften im Westen von Nordamerika gefunden werden.

### Hybride und Kulturformen
In den baltischen Staaten sind natürliche Hybride zwischen Grau-Erle und Schwarz-Erle (Alnus incana × Alnus glutinosa) häufig, die luxurierendes Wachstum zeigen. Die Hybriden werden durchschnittlich 16 % höher und zeigen einen 45 % größeren Brusthöhendurchmesser als die Grau-Erle und sind 12 % höher und 33 % stärker als die Schwarz-Erle. Unterscheiden kann man die Bastarde am Verhältnis der Spreitenlänge zur Spreitenbreite (Schwarz-Erle 1,15, Bastard 1,26, Grau-Erle 1,41) und an der Anzahl der Seitennervenpaare (Schwarz-Erle 6 bis 7, Bastard 7 bis 9, Grau-Erle 10 bis 12).
Es werden mehrere Kulturformen unterschieden, unter anderen:
- 'Aurea': ein bis zu 10 Meter hoher, oft mehrstämmiger Baum. Die jungen Triebe sind beständig gelb und werden im Winter orangegelb. Die jungen Kätzchen sind orange, austreibende Blätter sind gelbgrün und werden später hellgrün.
- 'Laciniata': ein 10 bis 12 Meter hoher Baum mit ungleich großen, fein und tief eingeschnittenen, hellgrünen Blättern.
- 'Pendula': mit hängenden Zweigen.[27]

## Trivialnamen
Weitere zum Teil auch nur regional gebräuchliche Bezeichnungen für die Grau-Erle sind oder waren: Auerle (Österreich), preußische Erle, Roterle (Österreich) und Weißerle.

## Verwendung

### Holz
Als Erlenholz wird sowohl das Holz der Grau-Erle als auch das Holz der Schwarz-Erle genutzt. Zwischen den beiden Holzarten bestehen keine nennenswerten physikalischen oder mechanischen Unterschiede. Das Holz der Grau-Erle wird jedoch weniger häufig verwendet, da sie selten nutzholztaugliche Dimensionen erreicht und die Stammform meist ungünstig ist. Nur unter optimalen Bedingungen, so im Baltikum und in Finnland, wächst sie zu gerad- und glattschäftigen, stärker dimensionierten Bäumen heran.
Erlenholz ist weich und von gleichmäßiger, feiner Struktur. Es hat eine Rohdichte von 550 kg/m³ bei einer Holzfeuchte von 12 bis 15 % und gehört damit zu den mittelschweren einheimischen Holzarten. Das Holz ist wenig fest und wenig elastisch und in diesen Eigenschaften vergleichbar mit Lindenholz. Der Witterung ausgesetzt oder bei Kontakt mit der Erde ist es wenig dauerhaft, zeigt aber unter Wasser verbaut eine ähnlich hohe Dauerhaftigkeit wie Eichenholz. Das Holz ist einfach zu bearbeiten und kann mühelos gesägt, gemessert und geschält werden, es lässt sich gut fräsen, drechseln und schnitzen. Schrauben halten gut und es kann gut verleimt werden, jedoch ist das Holz wenig nagelfest und neigt beim Nageln zum Splittern. Die Oberflächenbehandlung wie Polieren, Beizen und Lackieren ist unproblematisch. Bei Kontakt mit Eisen entstehen bei Feuchtigkeit graue Verfärbungen, auch das Eisen selbst korrodiert. Auch verhält sich Erlenholz stark reaktiv in Kontakt mit Zement.
Das Holz wird als Brennholz genutzt und als Faserholz, zur Herstellung von Spanplatten, Spanholzformteilen und Faserplatten. Es liefert ein gutes Ausgangsmaterial zur Papierherstellung, wird aber auch für Drechslerarbeiten und zur Herstellung von Spielwaren und Holzschuhen eingesetzt. Die Erle liefert ein hochwertiges Blindholz für Möbel und Innenausbauten, aufgrund der guten Beizbarkeit wird Erlenholz auch zur Imitation von Edelhölzern verwendet. Aus Erlenholz werden spezielle Varianten von Holzkohle hergestellt, die als Zeichenkohle, Lötkohle und Laboratoriumskohle eingesetzt werden.

### Andere Verwendungsmöglichkeiten
Die Hauptnutzung der Grau-Erle ist die Stabilisierung von Hängen und Böschungen, die Wildbachverbauung und die Bodenverbesserung nährstoffarmen Ödlandes. Sie wird auch zur Aufforstung von Braunkohle- und Abraumhalden eingesetzt. Man nutzt sie auch, um spätfrostgefährdete Arten zwischen den Grau-Erlen zu schützen.

## Nachweise